# Élisa Napoléone Baciocchi
Pour les articles homonymes, voir Baciocchi.
Élisa Napoléone Baciocchi, dite Madame Napoléone, née à Lucques le 3 juin 1806 et morte à Colpo le 3 février 1869, est une personnalité italienne du xixe siècle, nommée princesse de Lucques et Piombino par Napoléon Ier, son oncle, le 27 juin 1808.

## Biographie
Élisa Napoléone Baciocchi, née à Lucques, dans le nord de la Toscane, est la fille de Félix Baciocchi et d'Élisa Bonaparte, sœur de Napoléon Ier, princesse de Piombino et de Lucques, et grande-duchesse de Toscane.
Le 27 novembre 1824, elle épouse à Florence le comte Filippo Camerata-Passionei di Mazzoleni (1805-1882), dont elle a un fils, Charles Félix Jean-Baptiste Camerata-Passionei di Mazzoleni (en), né en 1826. Le couple se sépare peu après sa naissance.
En 1830, elle se rend à Vienne et cherche à établir le contact avec son cousin le duc de Reischtadt, le fils de Napoléon Ier. C’est un échec car le jeune homme craint un piège et se méfie. Cet épisode est repris par Edmond Rostand dans sa pièce L'Aiglon, qui donne à Élisa Napoléone Baciocchi un rôle qu’elle n’a jamais joué. 
Lors de l’accès au trône de son cousin germain Louis-Napoléon sous le nom de Napoléon III, elle s’établit en France ; elle achète le château de Viviers-les-Ruines, à Fontenay-Trésigny près de Paris.

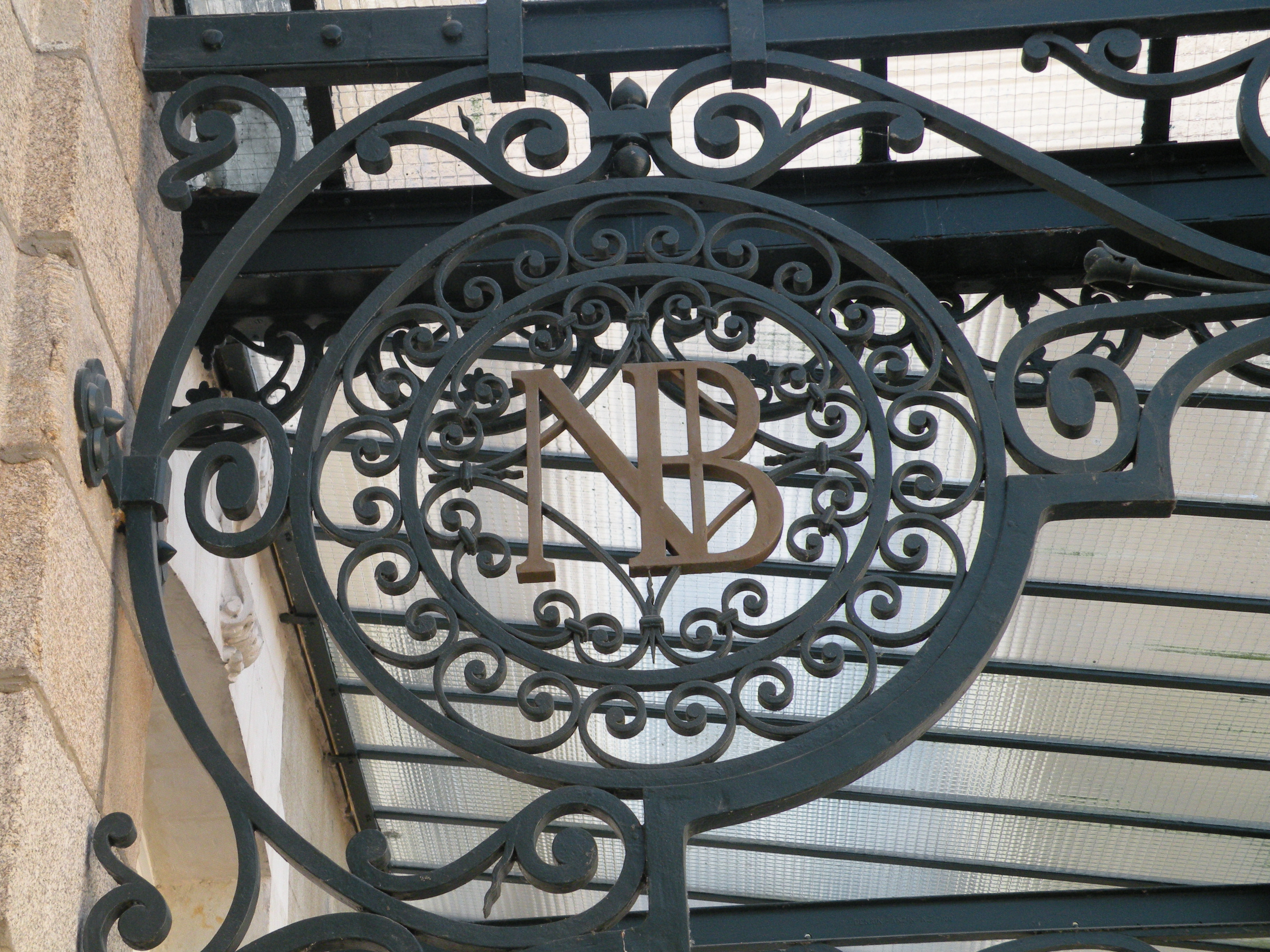
Monogramme aux initiales de Napoléone Baciocchi sur la marquise de son hôtel de Châteaugiron.

Son fils entre au Conseil d'État. Dans l'impossibilité d'épouser sa maîtresse, une actrice, il se suicide en 1853. Déprimée, Élisa Napoléone Baciocchi quitte la cour et achète le château de Viviers-les-Ruines où elle s'intéresse à la pisciculture et l'agronomie. 
Elle se rend en Bretagne en 1857 pour préparer la visite de son cousin. Elle veut d'abord acheter des terres à Beignon mais du fait des réticences de la commune, elle achète des terres à Grand-Champ et Bignan en avril 1858.  

« Le 18 août 1858, l’Empereur et l’Impératrice Eugénie viennent visiter les lieux et sont frappés par l’efficacité de leur cousine. Du coup Napoléon III s’engage à financer près de Vannes un bourg-modèle doté d’une mairie, d’une école et d’un hôpital. »

— Florence Vidal, Elisa Bonaparte, 2005, p. 251.
En 1864, après avoir fait construire le château de Korn-er-Hoüet et fait grandement développer l'activité agricoles des environs, elle obtient la création de la commune de Colpo qu'elle transforme en village moderne y faisant construire de nombreux bâtiments. Elle encourage aussi l’élevage de poissons, d’huîtres, et développe l’artisanat. Elle a aussi acheté des terres à Thorigné, près de Rennes et l'hôtel de Châteaugiron à Rennes.
Elle meurt en 1869, à l’âge de 62 ans, des suites d’une chute de cheval à Colpo.
Le château est actuellement une maison de convalescence.

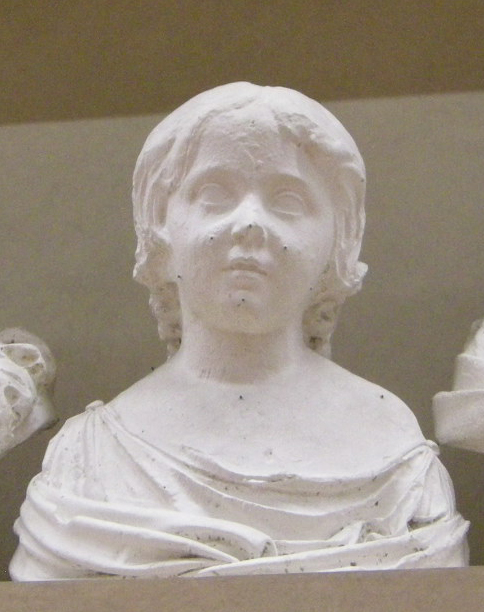
Buste d'Élisa Napoléone jeune, par Lorenzo Bartolini.
Élisa et sa mère par François Gérard, 1811.
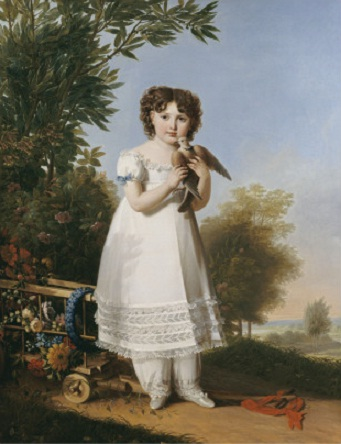
Élisa par Marie-Guillemine Benoist en 1810.
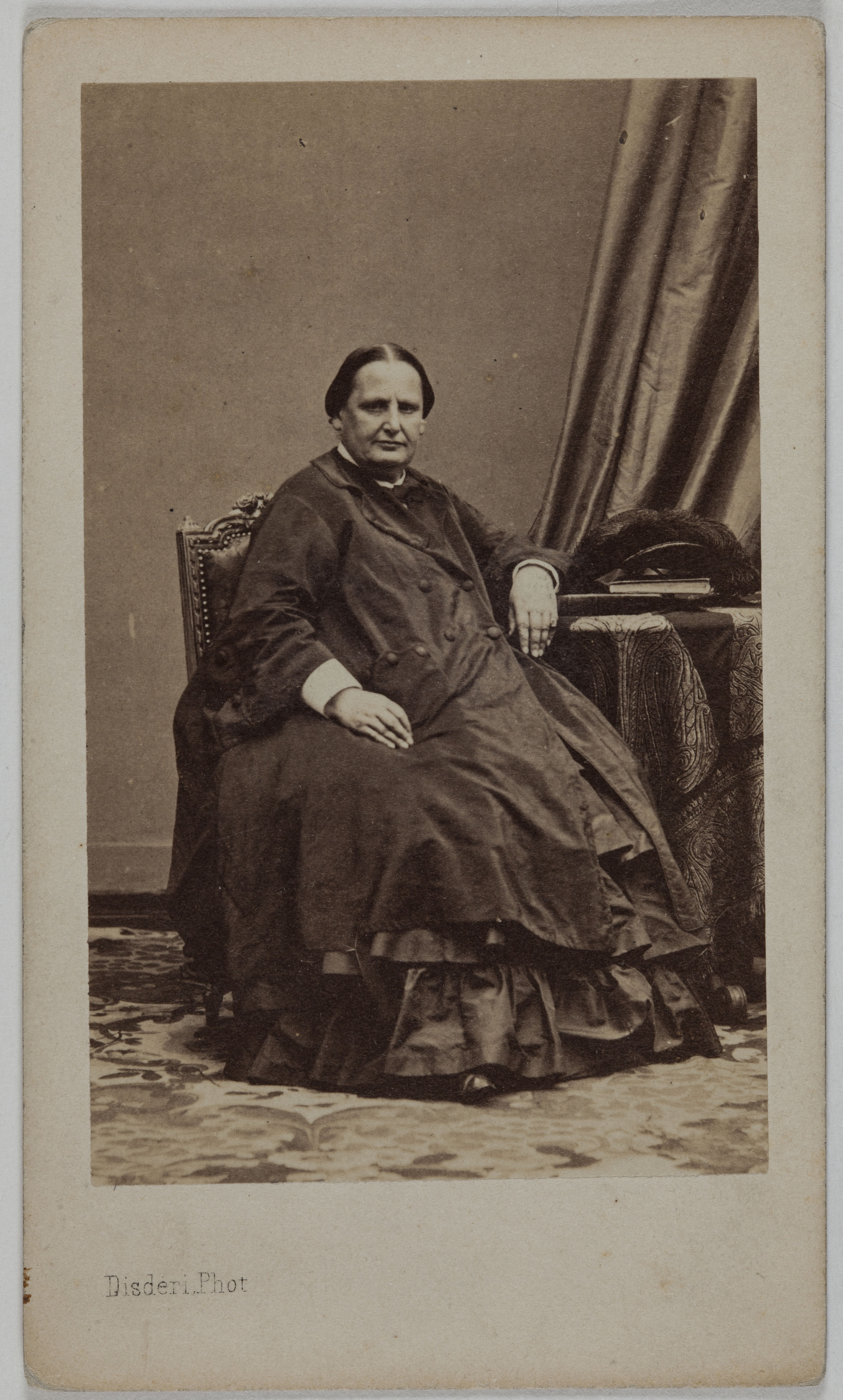
Portrait de la princesse Baciocchi par Disdéri